# Echeveria bakeri
Echeveria bakeri är en fetbladsväxtart som beskrevs av M. Kimnach. Echeveria bakeri ingår i släktet Echeveria och familjen fetbladsväxter. Inga underarter finns listade i Catalogue of Life.